# Prismata
Prismata est un jeu vidéo de stratégie hybride. Il est sorti sur Steam le 8 mars 2018 après avoir réussi sa campagne de financement sur Kickstarter. Il utilise un modèle free-to-play depuis septembre 2018. Le jeu reprend des mécaniques provenant des jeux de stratégie en temps réel, qu'il inclut dans un système au tour par tour sous la forme d'un jeu de cartes.

## Gameplay d'une partie classique
Prismata est un jeu de cartes stratégique au tour par tour pour deux joueurs. Une partie commence par la sélection d'un ensemble de zéro à onze unités différentes tirées aléatoirement parmi une centaine (approximativement) d'unités disponibles dans le jeu. À chaque tour, le joueur peut acheter avec ses ressources des unités provenant de cet ensemble tiré au départ ou d'une liste de onze unités « de base » disponibles à toutes les parties. Les unités peuvent attaquer, bloquer, produire de l'or ou d'autres ressources, ou utiliser des capacités spéciales. Le but du jeu est de détruire toutes les unités de l'adversaire.

## Développement
Le développement du jeu a commencé fin 2010 par plusieurs étudiants à temps partiel au MIT. À l'origine, un prototype physique du jeu intitulé MCDS avait été construit, il comportait beaucoup des mécaniques qui allaient plus tard faire Prismata. Le jeu a ensuite évolué à travers plusieurs prototypes sur ordinateur et, en 2011, un jeu à part entière est développé. En 2013, à la suite de l'annonce de Hearthstone: Heroes of Warcraft lors de la PAX East, les trois développeurs décident d'arrêter leurs études de Doctorat pour commencer à travailler sur Prismata à temps plein,. Le 14 novembre 2014, Lunarch Studios lance une campagne Kickstarter pour obtenir 140 000 dollars Canadiens. Prismata reçoit alors une forte attention sur les réseaux sociaux après qu'un post des développeurs soit devenu le post le mieux noté jusqu'alors sur /r/bestof de la plateforme Reddit,. Il a obtenu tout son financement à la fin de la campagne avec des fonds supplémentaires recueillis par le biais de Paypal. Le jeu est devenu free-to-play le 27 septembre 2018: tout le contenu jouable en multijoueur est disponible gratuitement, alors qu'une partie du contenu solo et des cosmétiques personnalisables sont payants.

## Réception
La version en cours de développement du jeu a reçu de bonnes critiques. Beaucoup lui font référence comme à une combinaison de StarCraft et de Hearthstone. PCGamer parle de « StarCraft sans l'élément temps réel » en disant qu'« il a bien de la profondeur dans la stratégie sans que cela ne nécessite d'habileté dans la technique. » Des comparaisons ont également été faites avec Magic: The Gathering et Domination. Le joueur de poker professionnel Michael McDonald est également un fervent joueur. Prismata est également apparu dans le « Top 10 des campagnes de crowdfunding canadiennes de l'année » de The Globe and Mail et a remporté un prix Curse à la PAX East 2015.